# Motorová jednotka 845

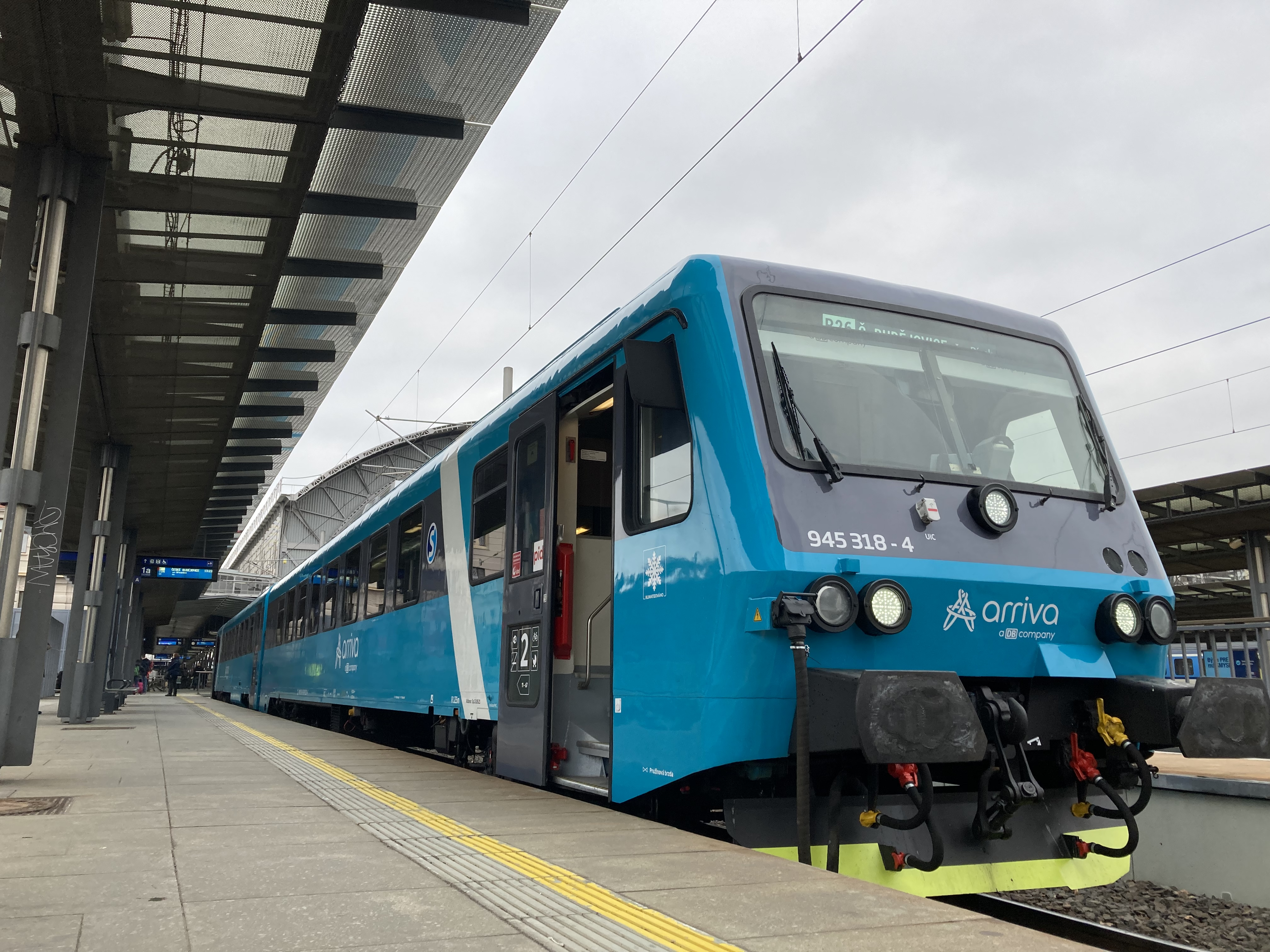
První klimatizovaná jednotka 845

Motorová jednotka 845, provozovaná v České republice také pod německým označením 628.2, je dvoudílná motorová jednotka složená z motorového a řídicího vozu, vyráběná v letech 1986–1989 v Německu ve vagónkách Duewag a Waggon Union. V České republice jsou tyto jednotky provozovány společnostmi ARRIVA vlaky, GW Train Regio a Regiojet ÚK.

## Popis
Motorová jednotka je složena ze dvou čtyřnápravových vozů. Jeden vůz je motorový (řada 845/628) a druhý nemotorový řídicí (řada 945/928). Motorový vůz má první podvozek běžný, druhý hnaný. Řídicí vůz má oba podvozky běžné. Prvotní vypružení je provedeno pryžovými prvky, druhotné je vzduchové. Jednotka je vystrojena tlakovou kotoučovou brzdou systému Knorr a magnetickou kolejnicovou brzdou na vnitřních podvozcích. Hydrodynamická převodovka Voith T320 Rzz je dvouměničová.
Interiéry obou dílů jednotky jsou řešeny obdobně (kromě 845.3, viz kapitola Provoz a modernizace). Vůz má na jedné straně neprůchozí kabinu strojvedoucího, následuje nástupní prostor se sklopnými sedačkami (a háky na kola), dále velkoprostorový oddíl pro cestující se sedadly v uspořádání 2+2 (část proti sobě, část za sebou) a na konci druhý nástupní prostor s toaletou (u 845.2, u 845.1 je toaleta jen v jednom voze, druhý zadní prostor je bez toalety). Průchod mezi vozy je široký, zcela zakrytý měchem. oddíly pro cestující jsou od nástupních prostorů odděleny posuvnými dveřmi.
Nástupní dveře jsou tři v každé bočnici, u kabiny strojvedoucího na obou stranách ve středním nástupním prostoru vždy na jedné straně střídavě. Dveře jsou ovládány stisknutím madla, poté se otevřou vlastní silou. Zavírány jsou centrálně na pokyn strojvedoucího a za jízdy blokovány, ovládání dveří je stranově selektivní (SSOD).
Motorové jednotky nejsou vybaveny klimatizací, existuje však pár jednotek Arrivy, které ji mají.[zdroj?] Polovina oken je v horní čtvrtině vyklápěcí (vždy střídavě), druhá polovina je plná.

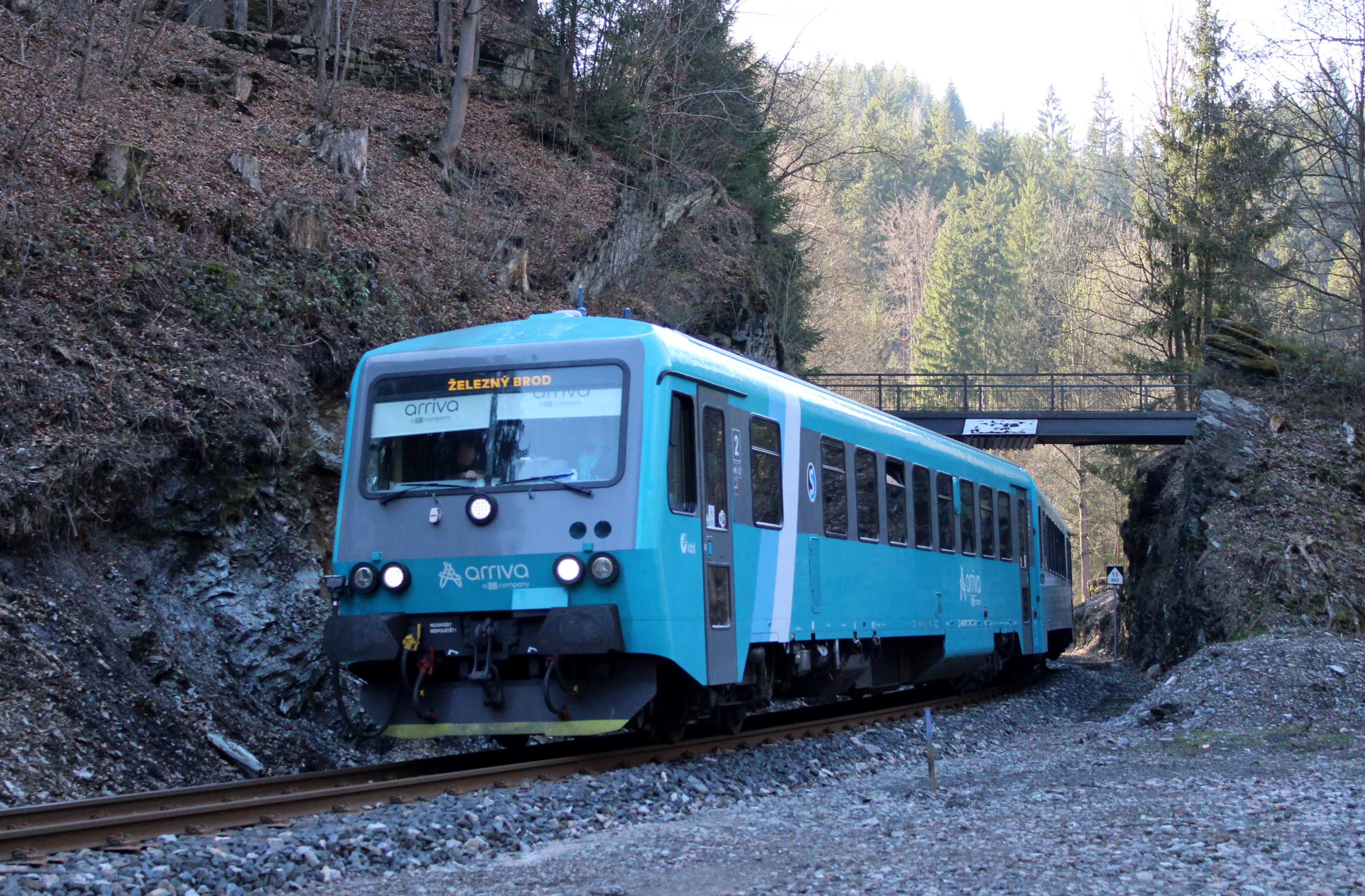
Jednotka 845.114 u Návarova

## Provoz a modernizace
Již u svého původního provozovatele Deutsche Bahn prošla část vozů výměnou interiéru. Zprovoznění části těchto jednotek prováděla DB Fahrzeuginstandhaltung GmbH.[zdroj?] Do České republiky byly dovezeny motorové vozy s původním i modernizovaným interiérem. Většina motorových vozů se v provozu objevila po modernizaci interiéru, ke které každý z provozovatelů přistoupil individuálně.

### Arriva vlaky
Deset těchto jednotek v létě 2012 koupil od Deutsche Bahn český dopravce ARRIVA vlaky s.r.o. a nechal provést částečnou rekonstrukci v šumperské firmě Pars nova a.s. V rámci rekonstrukce byl kompletně obnoven interiér, dosazena sedadla Regio+ z produkce firmy Borcad a vozy dostaly nový lak. Pro možnost provozu plnou maximální rychlostí (120 km/h) byl také dosazen český vlakový zabezpečovač LS – z toho důvodu byla, na rozdíl od ostatních jednotek 628 v ČR, změněna řada.

###### 845.001
První jednotka (původně 628.246) označená jako 845.001 byla do provozu zařazena v roce 2012. Tato prototypová jednotka ještě neměla dosazený vlakový zabezpečovač (později byl dosazen).

###### 845.1
Po vyhodnocení poznatků z provozu prototypového stroje byla v roce 2016 zahájena rekonstrukce nové série označené jako 845.1 . Od původní jednotky se liší jen v detailech. V roce 2016 byly zařazeny jednotky 845.101 – 104, jednotka 845.105 byla přichystána v roce 2018.
Hlavní vlna modernizací se rozběhla po získání zakázky na provoz rychlíků v závazku veřejné služby před prosincem 2019. Do současné chvíle byla zmodernizována celkem 21 jednotka řady 845.1 (čísla: 845.101 – 845.121).
Jednotka 845.113 měla 5. května 2021 v Písku nehodu s kamionem.

###### 845.2
Dalším vývojovým stupněm těchto jednotek je  verze 845.2, určená pro provoz na rychlících a expresech, kde se pouze jedna toaleta u 845.1 ukázala jako nevhodné řešení.
Jednotka 845.2 má tedy dvě toalety a navíc služební oddíl pro přípravu občerstvení.
Původně bylo v plánu takto zmodernizovat celkem 19 jednotek, ale nakonec se dala přednost řadě 845.3 a vzniklo pouze 6 kusů (čísla: 845.201 – 845.206).

###### 845.3

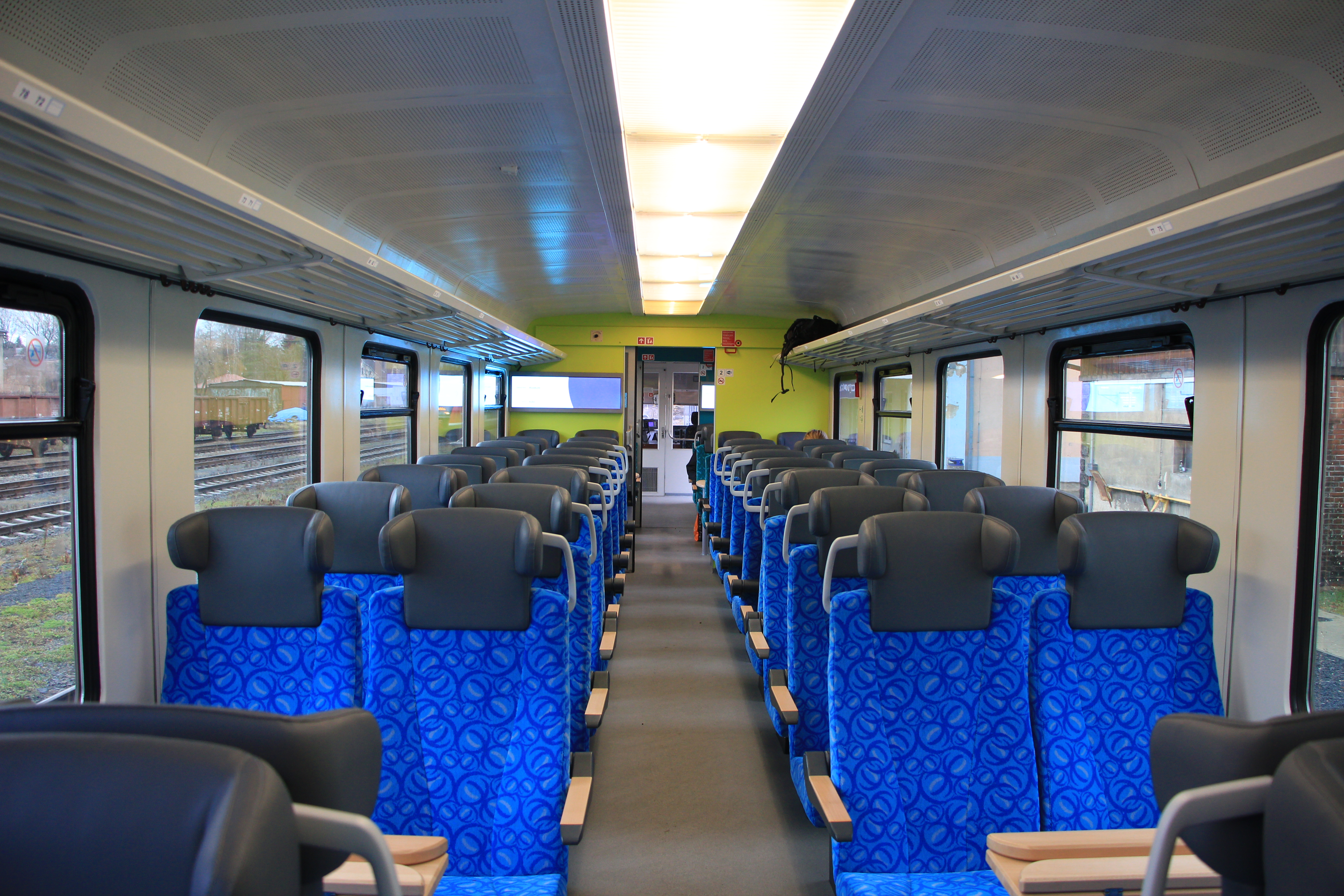
Interiér motorové jednotky 845.1

Řada 845.3 vznikla z důvodu potřeby uzpůsobení jednotek pro přepravu cestujících na vozíku. V řídicím voze je instalována nová, bezbariérově přístupná toaleta. Druhá, původní, toaleta byla v jednotce ponechána. Nástup vozíčkářů probíhá po skládacím nájezdu (jednotka není nízkopodlažní). Instalací rozměrné toalety byl snížen počet míst k sezení. V roce 2021 vznikla první klimatizovaná Limetka. Dnes jsou již 4 – (845.318 – 845.321). (čísla: 845.301 – 845.321).
Jednotka 845.314 shořela 15. ledna 2021 v Chřibské během jízdy na vlaku 1199 linky R22. Řídicí část 845.314 byla spojena s motorovou částí 845.113 a pod číslem 845.314 opět v provozu.[zdroj?]

#### 628D
V provozu u dopravce Arriva vlaky se v GVD 2020 objevovalo celkem šest motorových jednotek 628 v původním provedení včetně červeného lakování DB Regio (čísla: 628.224, 628.229, 628.231, 628.234, 628.251, 628.265).

### GW Train Regio
Dopravce GW Train Regio v roce 2020 provozuje veškeré jednotky s kompletně modernizovaným interiérem včetně toalety, ve kterém odlišil oddíl 1. třídy použitím sedadel Borcad Regio+ s polohováním a v oddíle 2. třídy použil sedadla Borcad Regio. Bezprostředně po nasazení ale část jednotek společnosti GW Train Regio vyjela pouze s úpravou vnějšího barevného řešení.
U dopravce GW Train Regio jsou v provozu také čtyři jednotky, které nemají řídicí vůz (928) a vznikly u původního provozovatele spojením dvou motorových dílů jednotek BR 628.2. Pro lepší adhezní schopnosti využívá dopravce tyto jednotky přednostně k provozu na šumavských tratích (2 jednotky) a na Ústecké větvi Moldavské dráhy (též 2 jednotky).

### RegioJet ÚK
Jednotky 628 dopravce RegioJet ÚK byly nasazeny do provozu v Ústeckém kraji bez modernizace, pouze s polepem v barvách dopravce a Ústeckého kraje. Zajímavostí je, že se jednalo o motorové jednotky dříve provozované stejným dopravcem na slovenské trati Bratislava–Komárno. Nasazení těchto jednotek v Ústeckém kraji bylo pouze dočasné, od ledna 2023 jsou nasazovány především elektrické jednotky řady 654 modelové řady Pesa Elf.eu. Avšak jednotky 628 jsou stále využívány jako záložní vozy pro případ oprav a poruch na současných jednotkách. Jednotky 628 se výjimečně objevují i na lince R23 z Kolína do Ústí n. L.[zdroj?]

## Historie nasazení

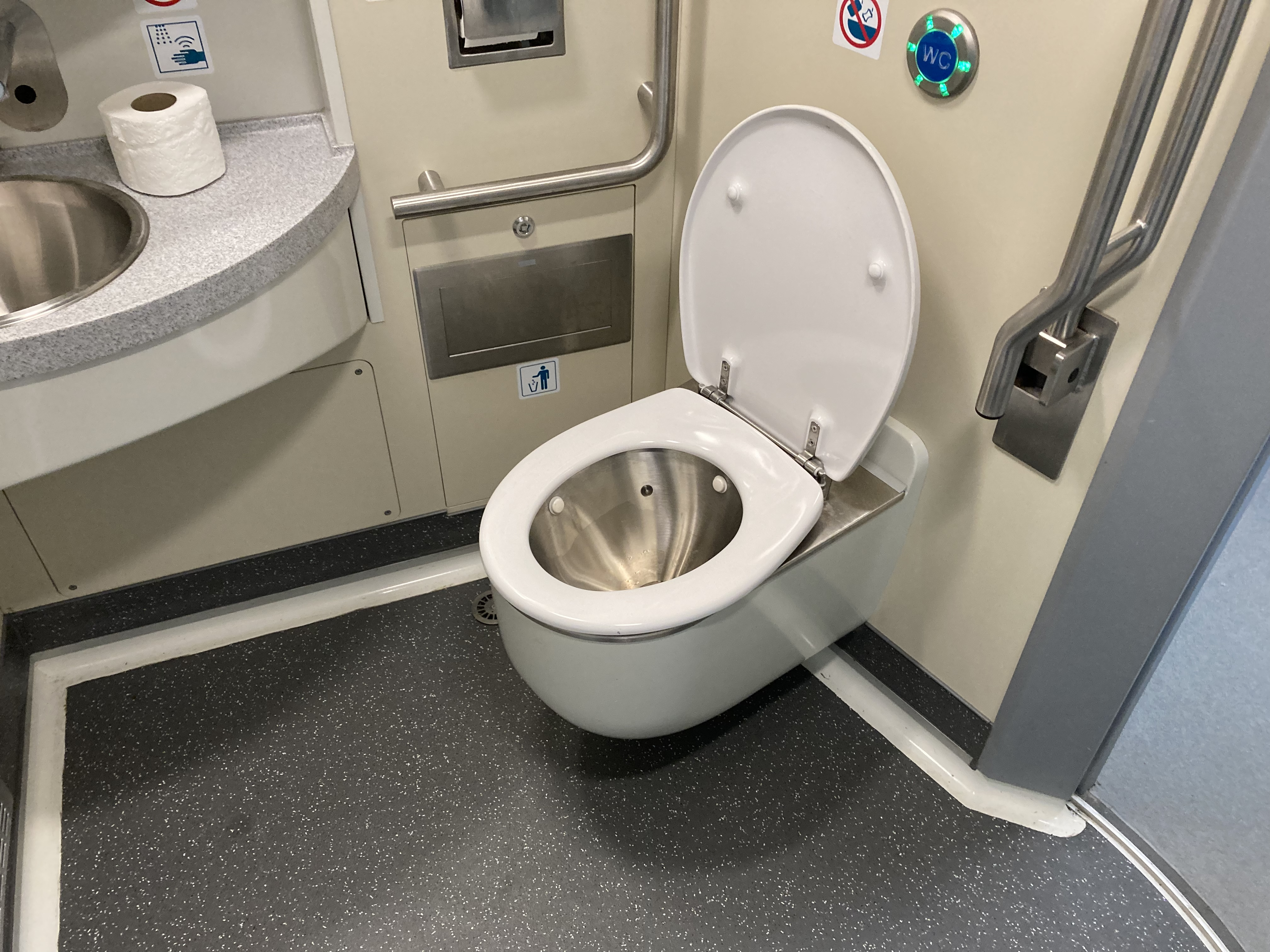
Bezbarierová toaleta v jednotce 845.3

### Arriva vlaky
Dopravce Arriva Vlaky nejprve plánoval nasazení na trati Praha – Velvary či Praha – České Budějovice – Český Krumlov, na nichž si v červnu 2012 objednával kapacitu dopravní cesty, na sklonku srpna 2012 ohlásil, že od 9. prosince 2012 chce zahájit dopravu na trase Kralupy nad Vltavou – Praha Masarykovo nádraží – Praha-Libeň – Benešov u Prahy. Začátkem prosince 2012 dopravce oznámil, že dopravu zahájí na jaře 2013.

### Přehled nasazení
- 09/2013 – 12/2013 Sp Praha – Kralupy nad Vltavou
- 02/2016 – 12/2018 Sp Praha – Benešov u Prahy
- 03/2016 – 12/2017 Ex Praha – Přerov – Uherské Hradiště – Trenčín
- 12/2016 – 06/2018 Ex Praha – České Budějovice – Český Krumlov – Nová Pec
- 12/2017 – 12/2019 Ex Praha – Přerov – Uherské Hradiště – Trenčín – Nitra (od vstupu Arrivy do závazkové dopravy v prosinci 2019 dočasně pozastaven z důvodu nedostatku jednotek)

## Současné nasazení
Jednotky 845 jsou nasazovány zejména na rychlíkových linkách v objednávce Ministerstva dopravy:
- R14 Ústí nad Labem – Liberec – Pardubice[11]
- R21 Praha – Tanvald
- R22 Kolín – Šluknov
- R24 Praha – Rakovník
- R25 Plzeň – Most (jednotky 628 GWTR)[12]
- R26 Praha – Písek – Č. Budějovice

Všechny jednotky 845 Arrivy jsou příslušné pod depo Praha-Malešice.[zdroj?]
Jednotky 628D GWTR jezdí na osobních vlacích na trati z Českých Budějovic do Volar.[zdroj?]
Jednotky 628D RegioJetu jezdí na osobních vlacích v Ústeckém kraji (linky U5, U7, U13 a U16).[zdroj?]